# المليك (أسماء الله الحسنى)
المَلِيكُ هو من أسماء الله الحسنى في الإسلام، وهو على وزن فعيل من صيغة المبالغة، ومعناه: هو صاحب المُلْكُ بمعني مَالِكُ المُلْكُ، المَلِكُ هو الذي يحكم والمَلِيكُ هو الذي يَمْلُكُ، وشبيه في المعني من اسم مالك الملك.

## في القرآن الكريم
ورد في القرآن الكريم مرة واحدة في قوله تعالى: ﴿فِي مَقْعَدِ صِدْقٍ عِنْدَ مَلِيكٍ مُقْتَدِرٍ ۝٥٥﴾ سورة القمر:55

## في السنة النبوية
عن أبي هريرة قال: «قال أبو بكرٍ: يا رسول الله، مُرني بشيءٍ أقوله إذا أصبحتُ وإذا أمسيت؟ قال: قل: اللَّهم عالِمَ الغيب والشهادة، فاطِرَ السَّماوات والأرض، ربَّ كلِّ شيء ومَلِيكَه، أشهد أنْ لا إله إلاَّ أنت، أعوذ بك من شرِّ نفسي، ومن شرِّ الشيطان وشرَكِه، قال: قُله إذا أصبحتَ، وإذا أمسيت، وإذا أخذتَ مضجعك»